# Sławomir Świstek
Sławomir Świstek (ur. 25 marca 1968 w Wadowicach, zm. 18 czerwca 2021 w Bytomiu) – polski piłkarz, występujący na pozycji napastnika.

## Życiorys
Był wychowankiem Skawy Wadowice. W 1988 roku przeszedł do Szombierek Bytom. W klubie tym spędził większość kariery (1988–1997, 1999, 2000, 2007), debiutując 23 października 1988 roku w przegranym 0:1 spotkaniu z GKS Jastrzębie. Ogółem w barwach Szombierek rozegrał 50 meczów w I lidze, w których zdobył trzy gole. Występował ponadto m.in. w Grunwaldzie Ruda Śląska, Wigrach Suwałki, Pelikanie Łowicz czy Unii Skierniewice. Zmarł wskutek nowotworu żołądka, pochowany w Wadowicach.

## Statystyki ligowe
| Sezon         | Klub                     | Liga     | Mecze | Gole |
| ------------- | ------------------------ | -------- | ----- | ---- |
| 1988/1989     | Szombierki Bytom         | I liga   | 17    | 0    |
| 1989/1990     | Szombierki Bytom         | II liga  | 34    | 4    |
| 1990/1991     | Szombierki Bytom         | II liga  | 27    | 4    |
| 1991/1992     | Szombierki Bytom         | II liga  | 31    | 10   |
| 1992/1993     | Szombierki Bytom         | II liga  | 33    | 3    |
| 1993/1994     | Szombierki Bytom         | II liga  | 28    | 3    |
| 1994/1995     | Szombierki Bytom         | II liga  | 28    | 9    |
| 1995/1996     | Szombierki Bytom         | II liga  | 26    | 5    |
| 1996/1997     | Szombierki Bytom         | II liga  | 32    | 9    |
| 1997/1998 (j) | Polonia/Szombierki Bytom | II liga  | 3     | 0    |
| 1998/1999 (j) | Polonia/Szombierki Bytom | II liga  | 3     | 0    |
| 1999/2000 (j) | Grunwald Ruda Śląska     | II liga  | 14    | 2    |
| 2002/2003 (j) | Unia Skierniewice        | III liga | ?     | 3    |
| 2002/2003 (w) | Wigry Suwałki            | III liga | ?     | 4    |